# Jeremy Yates
Pour les articles homonymes, voir Yates.
Jeremy Yates, né le 6 juillet 1982 à Hastings, est un coureur cycliste néo-zélandais.

## Palmarès
- 2000
  -  Champion du monde sur route juniors
  -  Champion de Nouvelle-Zélande sur route juniors
  -  Champion de Nouvelle-Zélande du contre-la-montre juniors
  - 2e du Grand Prix d'Oradour-sur-Vayres
  - 3e de la Coupe du monde UCI Juniors
- 2002
  -  Champion de Nouvelle-Zélande sur route espoirs
  - 5e étape du Tour de Southland
  - 3e du championnat de Nouvelle-Zélande du contre-la-montre espoirs
  - 3e du championnat de Nouvelle-Zélande sur route
- 2003
  -  Champion de Nouvelle-Zélande sur route espoirs
  - GP Istria 4
  - 1re (contre-la-montre par équipes), 2e et 5e étapes du Tour de Southland
  - 2e du Tour de Southland
  - 3e du championnat de Nouvelle-Zélande espoirs
- 2004
  - 4e étape du Tour de Vineyards
  - 4e étape du Tour de Wellington
  - UAE International Emirates Post Tour :
    - Classement général
    - 4eétape

  - 1re et 3e étapes du Triptyque des Monts et Châteaux
  - 4e étape du Ruban granitier breton
  - 2e étape du Tour du Tarn-et-Garonne
  - Flèche ardennaise
  - Classement général des Deux Jours du Gaverstreek
  - Lake Taupo Cycle Challenge
  - 3e de Romsée-Stavelot-Romsée
- 2007
  - 3e et 5e étapes du Tour de Tanaraki
  - K2 Classic
  - Lake Taupo Cycle Challenge
  - 3e du Tour de Tanaraki
- 2008
  -  Champion de Nouvelle-Zélande interclubs
  - Classement général du Tour de Vineyards
  - Le Race
  - Wanguani Grand Prix
  - Taupo-Napier Classic
  - Round the Mountain Classic
  - K2 Classic
  - 2e et 6e étapes du Tour de Southland
  - 3e du Lake Taupo Cycle Challenge
- 2009
  - National Point Series
  - Tour de Vineyards :
    - Classement général
    - 2e et 3e étapes

  - Hub Tour :
    - Classement général
    - 2e et 3e étapes

  - Le Race
  - K2 Classic
  - 6e étape du Tour de Southland
  - 2e du Lake Taupo Cycle Challenge
- 2010
  - National Point Series
  - 3e étape du Hub Tour
  - Taupo-Napier Classic
  - 6e étape du Tour du Brésil-Tour de l'État de Sao Paulo
  - K2 Classic
  - 2e et 6e étapes du Tour de Southland
  - Rice Mountain Classic
  - 3e du Tour de Southland
  - 3e du Lake Taupo Cycle Challenge
- 2011
  - 3e et 4e étapes du Tour de Vineyards
  - 2e étape de l'International Paths of Victory Tour
  - 2e du Tour de Vineyards
  - 3e du championnat de Nouvelle-Zélande sur route

## Classements mondiaux
| Année            | 2008 | 2009 | 2010 | 2011 | 2012 |
| ---------------- | ---- | ---- | ---- | ---- | ---- |
| UCI America Tour |      |      |      | 274e |      |
| UCI Asia Tour    | 55e  |      |      |      |      |
| UCI Europe Tour  |      |      |      | 449e |      |
| UCI Oceania Tour | 24e  | 5e   | 31e  | 14e  | 27e  |